# Metaxia gongyloskymnus
Metaxia gongyloskymnus is een slakkensoort uit de familie van de Triphoridae. De wetenschappelijke naam van de soort is voor het eerst geldig gepubliceerd in 2011 door Fernandes & Pimenta.